# 高田茂行
高田 茂行（たかだ しげゆき、1941年11月5日 - ）は、日本の実業家。日本におけるリゾートホテル営業の先駆者。
父親はジャーナリストの高田秀二。

## 略歴
- 1964年 立教大学社会学部卒業後、株式会社電通にて、ラジオ・テレビ局勤務。
- 1969年 株式会社電通退職後、株式会社ジャパングレイス代表取締役就任し、販売促進企画業や旅行代理店業を行う（1998年に会社は売却）。
- 1973年 株式会社ミクロネシアンアイ及び株式会社MICコーポレーション代表取締役に就任し、ロタ島にてロタパウパウホテルの経営やロタトラベルピューローの経営、熱帯果樹園の経営を行う。ロタ島の開発に尽力し、潜水艇や観光業に多数のアイデアを出した。潜水艇は世界初の観光用潜水艇となり、海底油田ようの有人潜水艇としても活躍した。海中から魚を見ても大きさが変わらない窓の仕組みとレンズの掛け合わせを開発したもので、この技術は今も様々なところで活かされている。雑誌や新聞など、数多くのメディアからも取り上げられ、世界各地からリゾート観光地の関係者が視察のために殺到した。
- 1976年 レストランパウパウ代表取締役に就任し、魚介類専門鉄板焼きを銀座にて経営（2004年に営業権売却）。
- 1993年 株式会社タイムズアイ代表取締役就任し、当時都内最大規模の熱帯魚店パウパウアクアガーデンの経営（2005年に営業権売却）。